# Alvignano
Alvignano – miejscowość i gmina we Włoszech, w regionie Kampania, w prowincji Caserta.
Według danych na rok 2004 gminę zamieszkiwało 4951 osób, 133,8 os./km².